# Atikaki Provincial Park
Atikaki Provincial Park är en provinspark i Manitoba i Kanada. Den ligger vid provinsens östra gräns mot Ontario, omkring 20 mil nordöst om Winnipeg. Provinsparken är en del av världsarvet Pimachiowin Aki. Den ingår också i Manitoba-Ontario Interprovincial Wilderness Area som består av flera provinsparker på båda sidor om provinsgränsen.